# アクジキ
『アクジキ』は、鈴木小波による日本の漫画作品。ケロケロエースにて2009年5月号から2010年12月号まで連載された。全20話。単行本化されたのは1巻のみであるが、現在はマンガ図書館Zで全5巻が公開されている。
人間の影を捕食する未知の生命体である"餌魔"と、餌魔の力を逆に吸収した人間である"アクジキ"の戦いを描く。主人公の小川大河は路地裏で餌魔に襲われた際にアクジキである桐島史朗と遭遇し、彼との出会いをきっかけにアクジキに覚醒して餌魔との戦いにその身を投じる。

## 登場人物

### アクジキ
小川 大河
父子家庭で暮らす高校生。怪物に襲われる悪夢を見続けていたが、路地裏で現実に餌魔に襲われた際に史朗に命を救われ、アクジキと餌魔の存在を知る。高校に襲来した餌魔との戦いでアクジキとして覚醒するが、翌日に再襲来した別の餌魔により全校生徒が死亡し、ツバメに保護されることとなる。以降は史朗およびツバメと行動を共にし、餌魔から人類を守るべく行動する。
アクジキとしての力を使用すると頭髪が白色になり、髪形も後方に角が伸びるように長く変化する。ナイフとフォークに似た大型の刃物を生成・変形して武器として用いる。
桐島 史朗
大河の前に姿を現わした最初のアクジキ。大河にアクジキと餌魔の存在を教えて覚醒を促すなど、冷静な先輩としての立場にある。両親が餌魔に襲われて影を奪われ植物状態に陥っており、両親を救うために餌魔を滅してエマリングを獲得し強くなることに執着している。
アクジキとしての能力は炎。変身すると髪も炎に似た様相を呈する。
池屋 ツバメ
大河を保護した社会人女性。青木ヶ原に所在するアクジキの里で育ち、幼少期に餌魔に堕ちかけ、餌魔化した腕を切除して機械化するという壮絶な過去を持つ。それゆえ餌魔との戦いに対する覚悟は強靭である。
アクジキとしての能力は電撃。巨大な球体のついたステッキを武器として用い、ステッキから電撃を放つ。
一針
アクジキの里に暮らす老いた医者。餌魔化するアクジキのケアや治療などを担当する。

### 小川家
父
大河の父。アトと遭遇して餌魔とアクジキの存在を知るが、アクジキに変身した大河を否定せず家族として受け止める。その後は餌魔討伐の旅に出る大河を見送る。
小川 泉
大河の妹。アトとの遭遇で餌魔とアクジキの存在を知るが、変わらず大河を兄として慕い、餌魔討伐に向かう大河を見送る。
小川 安子
大河の母。家族で暮らしていたが本編開始以前にアクジキ化し、大河を含む家族を餌魔との戦いに巻き込まないように家を出る。2年前にアクジキの里で餌魔化して失踪、以降は青木ヶ原に餌魔として潜伏する。アクジキの里を訪れた大河と交戦し、大河に「強くなったね」と告げて落命する。
大河の名前を考案したのは彼女であり、「大きい河のように強く育ってほしい」という願いを込めて大河と名付けた。

### 餌魔
名前の登場した個体のみ紹介する。
アト
人語を操る幼児体型の非常に強力な餌魔。餌魔に襲われる人間のフリをしていたが、おびき寄せた大河がその餌魔を討伐した直後に正体を現し、小川一家を巻き込んで大河と交戦。その際に大河を気に入り、その後もたびたび大河らの前に姿を現わして交戦する。
後述するフォルの弟であり、大河と同じ武器を用いる。
ガガネ
青木ヶ原で大河らと交戦した餌魔。日本語を喋っているが、これは大河がアクジキとしての力を強めて餌魔の言語を理解できるようになったためであり、ガガネ自身が日本語を話しているわけではない。
他の餌魔を雑魚と呼び、実際に大河・史朗・ツバメの3人を一蹴するほどの強さを誇ったが、大河の人格を押さえつけて出現したフォルに抹殺される。
フォル
アトの兄であり、本編開始以前に大河を捕食しようとして逆に吸収された人型の餌魔。大河が冒頭で見ていた化け物に襲われる悪夢は、フォルが大河を襲った際の記憶であった。
ガガネとの交戦までは沈黙を貫いていたが、3人がガガネに敗北したことで大河の肉体を守るためにガガネを殺害。それ以降は大河の肉体に宿る人格として大河に語り掛けるようになり、大河の肉体を奪って復活することを目論む。
使用武器はアトと同一のものであり、そのまま大河の使用武器になっている。
餌魔の王
アトとフォルの父親にして全ての餌魔の頂点に立つ巨大な餌魔。ドラゴンや怪獣にも似た姿をしており、口腔から放つビームを武器とする。青木ヶ原の地下深くに潜伏し、人類を地下に収容して家畜化し餌魔の文明を築くという計画を立てる。
人類収容を開始した直後に大河らと交戦して彼らを捕食するが、直後に顕現したサードにより爆殺される。
ベベル
青木ヶ原の餌魔。狩りが苦手であったため人類家畜化に賛同していたが、収容されていた乳児の影を捕食しようとした際に乳児に懐かれ、愛着を抱いたために人間を捕食できなくなっていた。大河らと遭遇した際にサードに操られた元餌魔による攻撃を受けて致命傷を負い、乳児に"光"と名付けて命を落とす。

### その他
白井
大河と同じ高校に通う同級生。大河が史朗と遭遇した翌々日に餌魔の襲撃を受けて影を捕食される。
栗原
大河と白井の同級生。餌魔に影を捕食される。
光
人類家畜化に伴って青木ヶ原に収容されていた乳児。元々は彼女を捕食しようとしていたベベルに保護され、彼の死の間際に命名された。その後は大河らに保護される。
サード
史朗の中に潜んで彼に語り掛けエマリングの収集を指示していた、神と呼ばれる存在。史朗がエマリングを十分集めたことと、餌魔が人類家畜化を開始したことを受け、餌魔の王を爆殺して史朗の体を器にして姿を現わす。
正体は太陽系第三惑星地球。地球上に出現して生態系のバランスを崩壊させる生物を嫌っており、過去には恐竜を滅ぼしていた。やがて出現した道具を使う人類に興味を抱くが、高速で文明を築き環境破壊を繰り返す人類を失敗作だと捉え、彼らを駆除して個体数を制限する餌魔を生み出す。しかし餌魔も上記のように人類家畜化を開始して地球の支配者を目指し始めたため、ついに人類と餌魔の双方を絶滅させることを決意する。

## 設定
餌魔
人間の影を捕食する未知の生命体。アトやフォルのようにヒューマノイドの個体、バクテリオファージやヒョウおよびヤマアラシといった既存の生物・有機体に似た姿をした個体、ガガネやベベルのようにどの生物とも似つかない個体など多種多様である。
影を捕食された人間は植物状態となり、じきに死亡する運命にある。人間のものとは異なる言語でコミュニケーションを取っているが、一定以上の成長を遂げたアクジキであれば彼らの言語を理解できる。なお、少なくともアトとフォルは日本語を習得しており、非アクジキの人間とも会話できる。
正体はサードが人類の個体数を調整するために生み出した道具。それゆえ人間以外の生物の影を捕食することはできず、人間がいなければ餓死してしまう。
アクジキ
餌魔に捕食される側であるはずの人間が餌魔を吸収した存在。体は人間でありながら力は餌魔という歪な状態であるため、能力を酷使すると餌魔化する。
エマリング
餌魔を討伐した際に生じるリング。多く集めた人間は神の領域に近づけると言われている。
餌魔を構成する本体でもあり、サードはエマリングから餌魔を創り上げた。

## 製作
作者鈴木小波は『ネットゴーストPIPOPA』『GREGORY HORROR SHOW』などのコミック版を『アクジキ』以前に手掛けているが、彼女のオリジナルとしては『アクジキ』が処女作にあたる。各エピソードタイトルは担当編集が考案した。
内容の構想にあたっては、サードの設定が最初に考案された。

## 展開
ケロケロエースで2009年5月号から2010年12月号まで連載されたが、全20話のうち単行本化されたのは第1巻にあたる第4話までであった。2011年からWebサイト「サークルリンク」上で全20話が公開され、その後はマンガ図書館Zで全5巻分が公開されているほか、鈴木自身が2017年年末からコミックマーケットで後日譚や過去編など新たな書下ろしを追加した同人誌として販売している。